# Barbara Hershey
Barbara Hershey, rodným jménem Barbara Lynn Herzstein, (* 5. února 1948, Hollywood, Kalifornie, USA) je americká herečka a držitelka mnoha filmových ocenění a nominací. Na filmových festivalech v Cannes byla dvakrát oceněna jako nejlepší herečka ve filmech Nesmělí lidé (Shy People) a Rozdělený svět (A World Apart).

## Filmografie – výběr

### Film
| Rok  | Český název               | Role                    | Poznámky |
| ---- | ------------------------- | ----------------------- | -------- |
| 1970 | Vykoupení L.B. Jonese     | Nella Mundine           |          |
| 1972 | Bertha z dobytčáku        | Bertha z dobytčáku      |          |
| 1975 | Diamanty                  | Sally                   |          |
| 1976 | Poslední ostří hoši       | Susan Burgade           |          |
| 1980 | V roli kaskadéra          | Nina Franklin           |          |
| 1982 | Bytost                    | Carla Moran             |          |
| 1983 | Správná posádka           | Glennis Yeager          |          |
| 1984 | Přirozený talent          | Harriet Bird            |          |
| 1986 | Hráči z Indiany           | Myra Fleener            |          |
| 1986 | Hana a její sestry        | Lee                     |          |
| 1987 | Nesmělí lidé              | Ruth                    |          |
| 1987 | Konkurenti                | Nora Tilley             |          |
| 1988 | Rozdělený svět            | Diana Roth              |          |
| 1988 | Poslední pokušení Krista  | Marie Magdalena         |          |
| 1988 | Osudové pláže             | Hillary Whitney Essex   |          |
| 1992 | Bdělé oko veřejnosti      | Kay Levitz              |          |
| 1993 | Volný pád                 | Elizabeth Travino       |          |
| 1993 | Swing Kids                | Frau Müller             |          |
| 1996 | Portrét dámy              | Serena Merle            |          |
| 1998 | Vojákova dcera nepláče    | Marcella Willis         |          |
| 1999 | Snídaně šampionů          | Celia Hoover            |          |
| 2001 | Lantana                   | Valerie Somers          |          |
| 2003 | Zkurvená noc              | Norma                   |          |
| 2004 | Jízda na střele           | Jean Parker             |          |
| 2010 | Černá labuť               | Erica Sayers            |          |
| 2010 | Insidious                 | Lorraine Lambert        |          |
| 2013 | Insidious 2               | Lorraine Lambert        |          |
| 2016 | Devátý život Louise Draxe | Violet                  |          |
| 2018 | Insidious: Poslední klíč  | Lorraine Lambert (hlas) |          |

### Televize
| Rok       | Český název                    | Role                        | Poznámky                       |
| --------- | ------------------------------ | --------------------------- | ------------------------------ |
| 1985      | Alfred Hitchcock uvádí         | Jessie Dean                 | díl: „Až budu mrtvá, vzbuď mě" |
| 1993      | Biblické příběhy: Abrahám      | Sára                        | TV film                        |
| 1999–2000 | Nemocnice Chicago Hope         | Francesca Alberghetti       | vedlejší role                  |
| 2010      | Hercule Poirot                 | Caroline Hubbard            | díl: „Vražda v Orient expresu" |
| 2012–2016 | Bylo, nebylo                   | Cora Mills/Srdcová královna | vedlejší role                  |
| 2014      | Once Upon a Time in Wonderland | Cora Mills/Srdcová královna | díl: „Heart of the Matter"     |
| 2018      | Akta X                         | Erika Price                 | 3 díly                         |